# Shlomo Artzi
Shlomo Artzi (Hebreeuws: שלמה ארצי) (Alonei Aba, 26 november 1949) is een succesvolle Israëlische zanger, tekstdichter, componist en radiopresentator. Volgens een opiniepeiling van Yediot Ahronot in 2005 was hij op dat moment de populairste zanger van Israël.

## Biografie
Shlomo Artzi werd geboren in mosjav Alonei Aba, Israël, op 26 november 1949. Hij raakte oorspronkelijk bekend als de ster van de Marine-band. Deze band scoorde met Shlomo Artzi een aantal hits, waaronder Ansjee hadmama. Ook was hij een hoofdrolspeler in de film Hasamba uit 1971.
Als soloartiest brak hij door op het Israëlisch liedfestival, met Ahavtia (Ik hield van haar). In 1975 vertegenwoordigde Artzi Israël op het Eurovisiesongfestival met "At Va'Ani" (את ואני) en eindigde als elfde. Hij zong het nummer in het Hebreeuws.
Naast zijn succesvolle carrière als solozanger, componeerde hij ook liedjes voor andere Israëlische artiesten, waaronder Rita en Arik Sinai. Ook schreef hij enkele instrumentale nummers. Filmmuziek componeerde hij voor de Amerikaanse film Leather Jackets uit 1992.
Vaak begeleidt Artzi zichzelf op de gitaar. Zijn muziekstijl is meestal zachte rock. Zijn teksten zijn over het algemeen zeer associatief, zoals 'een man raakt verloren via het balkon'. Artzi zei ooit dat hij in zijn jeugd een volmaakt liedje componeerde, het kwijtraakte en sindsdien probeert het opnieuw te schrijven.